# Complementary Ground Component
Complementary Ground Component (CGC) o Componente Complementaria Terrestre, es la parte terrestre de una red híbrida DVB-SH que usa algunas de las frecuencias destinadas a esta red, bajo regulación especial de las autoridades regionales o nacionales correspondientes, para proporcionar cobertura complementaria a aquellas zonas del territorio donde no llega la señal de los satélites con la calidad necesaria.

## Descripción
Un CGC está formado por una serie de repetidores terrestres alimentados por diferentes redes de distribución (DVB-S, fibra óptica, xDSL,…) que proporcionan una cobertura de tipo celular para mejorar la disponibilidad del sistema en zonas donde no existe la QoS necesaria. La existencia del CGC está supeditada a la existencia de la componente satelital (SC).
Los CGC usan parte de las mismas frecuencias que usan los satélites del sistema para transmitir. Dichas frecuencias están comprendidas entre los 1980 MHz - 2010 MHz y los 2170 MHz - 2200 MHz. 

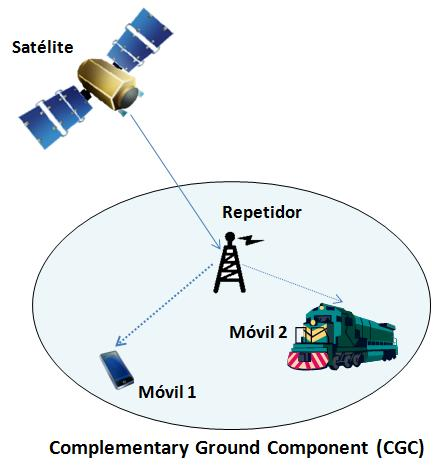
Esquema de una red híbrida DVB-SH.

## Tipos de repetidores
Existen tres tipos de repetidores terrestres:
• Tipo A: Complementan la recepción en aquellas áreas donde la recepción satélite es difícil; por ejemplo, zonas urbanas. Pueden ser colocados junto a emplazamientos celulares móviles. La inserción local de contenidos es posible, aunque depende de la planificación de frecuencias.
• Tipo B: Tienen una cobertura limitada y proveen retransmisión local de información, realizando una conversión de frecuencias en caso de ser necesario. No permite la inserción local de contenidos.
• Tipo C: Son infraestructuras situadas en plataformas móviles (coches, trenes, autobuses…) que emiten contenidos. Dependiendo de su configuración y de la planificación frecuencial realizada se puede insertar contenido local.

## Configuraciones de los transmisores
Existen dos configuraciones posibles para los transmisores del CGC:
• Modo 1 (Alta densidad/Baja potencia): Intenta reutilizar los transmisores 3G/2G existentes o construir una red equivalente de transmisores de baja altura. Sus características son una PIRE de 200 W a 1 kW para cobertura de zonas urbanas en un rango de 500 m (interiores) o 2 km (exteriores).
• Modo 2 (Baja densidad/Alta potencia): Intenta reutilizar los transmisores de televisión digital terrestre (TDT) existentes o construir una red equivalente de transmisores de gran altura. Sus características son una PIRE de 1 kW a 4 kW para una cobertura de unos 5-7 km.

## Condiciones de uso
Existen algunas condiciones de uso relacionadas con los CGC:
• La banda de frecuencias usadas por un CGC debe ser usada por el SC del mismo sistema.
• El uso de un CGC no debe incrementar el espectro necesario para el sistema de comunicaciones móviles por satélite.
• Un CGC sólo puede ser utilizado en áreas donde el sistema de comunicaciones móviles por satélite esté autorizado a operar.
• Si un SC lleva más de 18 meses sin operar en una zona, los CGC asociados a él deben cesar su actividad.
• Los CGC deben asegurar la compatibilidad con los sistemas terrestres IMT-2000/UMTS que operan en bandas adyacentes.
• Un CGC no puede operar de manera independiente del sistema de control satélite.

## Enlaces
• http://www.dvb-h.org
- Datos: Q5156425